# Európai Neutronkutató Központ
Az Európai Neutronkutató Központ (European Spallation Source, rövidítve ESS) egy kutatási célú nagyenergiájú részecskegyorsító, ami nagysebességű protonokat  ütköztet nehéz atomokkal, az ESS esetében volfrámmal. A becsapódás széttöri az atommagot és sok más részecske társaságában neutronokat  lök ki belőle (ez a spallációs eljárás). A neutronsugárzás egy nagyon hatásos eszköz az anyagok természetének alapvető tanulmányozására, akár gépalkatrészekről, akár élő szövetekről legyen szó.	
Az ESS meglévő létesítményei (SNS, J-PARK) a rövid impulzusú protongyorsítót alkalmaznak, ugyanakkor a jövőben megvalósuló ESS létesítmények esetén a tervezés az úgynevezett hosszú impulzusú forrás koncepcióból indul ki, amelyet Mezei Ferenc, a Magyar Tudományos Akadémia munkatársa dolgozott ki. Ez a megközelítés nagyobb teljesítményt képes elérni a meglévő, Amerikában  és Japánban  épített központokban használt, rövidhullámú  technológiáknál hatékonyabb költségszint mellett.

## Az ESS lehetőségei
A megvalósult amerikai és japán kutatóközpont, valamint az Európában megvalósítandó tervezett ESS kutatóközpont lehetővé teszi a maghasadási  technológiák nélküli protongyorsítóra épülő neutron forrás megvalósítását, ami a jövőben kiválthatja az atomreaktorra  épülő neutronnyaláb előállítást így biztosítva a kutatásban használatos neutronok állítását. Emellett az ESS a forrás erősségét – tehát a forrásból kiinduló neutronok áramlását – tekintve is kifejezetten lényeges növekedést biztosít. Az ESS-ben a neutronok impulzusos áramlása nagyságrendjét tekintve körülbelül kétszer nagyobb lesz, mint az elmúlt évtizedben teljes üzemben levő legnagyobb teljesítményű neutronforrásoknál. Ez a fejlesztés az ESS-be tervezett műszerfejlesztésekkel karöltve nagyságrendjét tekintve akár háromszor is nagyobb érzékenységével forradalmi újítást fog lehetővé tenni a kísérletek körében. Merően új lehetőségeket kínál az anyag szerkezetének, funkciójának és fejlesztési lehetőségeinek vizsgálatában. Kivitelezése után az ESS Európa és a világ neutron alapú anyagkutatásokat végző vezető multidiszciplináris központja lesz és nagyban hozzá fog járulni az Európai Unió gazdasági versenyképességének fenntartását és javítását célzó tudásalaphoz. Az ESS az ultravékony és laterálisan gátolt struktúrákon az alábbi területeken végzett fejlett és nagy hatásfokú vizsgálatokban fog új lehetőségeket megnyitni: pl. olvasóberendezések az információtechnológiában, enzimek aktív területének struktúrája, fenntartható energiagazdaságot szolgáló hidrogéntárolási technológiák, porózus közegekben levő multi-komponensű komplex folyadékok harmadlagos olajtermeléshez, metán-víz klatrátok földgáztermeléshez, vagy nanostruktúrák mintáinak meghatározása katalizátorokhoz, orvosi implantátumokhoz, gyógyszerekhez, foton-anyagokhoz, stb. Az újfajta detektor-, műszer- és szoftver technológiák is az innováció mozgatórugói lesznek.

## Az ESS felhasználása
Az ESS a statikus és dinamikus jelenségek valós idejű, valós méretű, valós élethelyzetű, in-situ neutron méréseihez fog hozzájárulni, s közben a nanoméretű eseményekről fog képet adni. Az ESS-ben a neutron egyedi tulajdonságai (mágneses nyomaték, viselkedés hidrogénatomokkal, nehéz elemeken áthatolás stb.) az intenzitás példátlannak tekinthető növelésével párosítva merőben új lehetőségeknek nyitnak utat a biológia és az oldatokban található nagy molekulák (fehérje folding) terén végzett dinamikus és strukturális tanulmányokban, a polimereken végzett kutatásokban, a lágy kondenzált anyagokkal foglalkozó tudományágakban, a szerkezeti anyagok valós méretű tomográfiájában és radiográfiájában, a szilárd halmazállapot fizikájában és kémiájában, valamint az igen kis energiájú neutronokat alkalmazó részecskefizikai tanulmányokban. Az ESS tehát rendkívül széles körben megfelel a jövő kutatási követelményeinek: nagy hangsúlyt fektet a puha és élő anyagok kutatási lehetőségeire.

## Technikai paraméterek
A tervezett ESS egy olyan 5 MW spallációs neutronforrás, mely eleinte 20 egységet fog magába foglalni, de később további egységekkel, nagyobb energiaszintre ill. több célállomásra is bővíthető lesz. A lineáris gyorsítóból jövő kb. 1,3 GeV protonok egy nehézfémből készült céltárgynak nekiütköznek és hosszú impulzusú (2 ms) neutronokat hoznak létre. Az ESS, a '90-es évek elejétől számítva az európai neutronszóródás terén messzemenő elsőbbséget élvező új projekt a világ vezető neutronforrása lesz, ezzel pedig – egyedülálló megoldásként – a legnagyobb neutron intenzitást (számos esetben a jelenleg vezetőnek számító létesítményekben elérhető fluxuscsúcsnál akár két nagyságrenddel nagyobb fluxust) és újfajta műszerezettséget fog biztosítani az anyag szerkezete, jellegzetessége, funkciói és dinamikája terén végzett kutatásokban. Mindez a szinkrotron forrásokkal, NMR-rel, müonokkal és pl. elektronmikroszkópiával biztosítható komplementer képességekkel kiegészítve az anyagon végzett kutatások legfejlettebb eszközeinek teljes vertikumával fogja ellátni Európát. Az említett hosszú impulzusú létesítmény (e technika koncepcióját Mezei Ferenc javasolta és dolgozta ki) jól illeszkedik a legtöbb műszeres követelményhez és jelentősen olcsóbb a mostanában használt ill. épített rövid impulzusú létesítményeknél.

## Az ESS Projekt

### Az ESS születése
A világ gazdaságilag élenjáró országait tömörítő OECD szakminiszterei 1999-es ülésükön döntöttek úgy, hogy kerüljön sor három neutronforrás-központ megépítésére. Azóta az első központ már megkezdte működését az Egyesült Államokban, egy másik pedig Japánban épül. Időközben kezdetét vette az Európai Neutronkutató Központ (European Spallation Source - ESS) létrehozását megcélzó projekt is. Az ESS az Európai Neutronkutató Központ angol elnevezésének rövidítése (European Spallation Source).

### Az ESS jelene
Az Európai Neutronkutató Központ (ESS) jelenleg az EU egyik legnagyobb tervezett kutatás-fejlesztési berendezése, amelynek létesítését indokolja, hogy a neutronforrások iránti igény az elkövetkező évtizedekben jelentősen nő. Az USA és Japán konkurencia erősödése és több kiöregedő európai neutronforrás közelgő kényszerű bezárása miatt ez a kutatási piac átrendeződés előtt áll. A megépítendő európai neutronforrás évi 5-6000 kutató számára biztosítana kutatási lehetőséget, ezzel továbbra is lehetővé téve, hogy Európa vezető szerepet töltsön be a neutronkutatás terén.

### Az ESS lehetséges helyszínei
Az ESS befogadására Svédországnak, vagy Magyarországnak volt esélye az általuk szervezendő nemzetközi konzorciumon keresztül. Az ESS projekt nemzetközi összefogással megvalósuló, megtérülő beruházás, amely mind a kivitelezési szakaszban, mind működése során több ezer munkahelyet teremt. Az ESS környezetébe települő kutatóhelyek és a high-tech iparágak szereplői további € milliárdok beruházásával az adott térségben, jelentős továbbgyűrűző gazdaságélénkítő hatásokat gerjesztenek. Az EU kutatási infrastruktúrák stratégiai Fóruma (ESFRI) a projekt indításának felgyorsítása érdekében a három helyszín (Bilbao, Debrecen és Lund) értékelésére egy független nemzetközi szakértői csoportot kért fel (SRG), amely mind a három helyszínt alkalmasnak találta a projekt megvalósítására, de időközben Spanyolország visszalépett.

### A magyar pályázat
Az ESS magyarországi megvalósulása mellett számos érv szól. Többek között a hazai neutronkutatás nemzetközi elismertsége, valamint az a tény, hogy az ESS terve jelentős részben egy magyar kutató (Mezei Ferenc professzor) által felfedezett koncepción alapul. A Budapesti Neutronkutató Központ az EU által nemzetközi felhasználói státusszal nyilvántartott hét legjelentősebb tudományos centrum egyike.
A projekt megvalósításának nemzetgazdasági paraméterei hazánkban a legkedvezőbbek, a nemzetközi repülőtérrel is rendelkező Debrecen pedig – magyarországi atommagkutatási központ és a 40-ezres elit egyetemével egyetemi központ lévén - kiemelkedő lehetőségeket nyújt nemcsak a képzés, oktatás, fejlesztés, hanem a tudományos és kulturális élet terén is.

### Neutronkutatás Magyarországon
20. században Magyarország tudományos tradíciói között kiemelt szerep jutott a nukleáris tudományágaknak. Magyarországon kutatási célú atomreaktor először 1959-ben létesült. Kutatóink azonban az elmúlt évtizedekben sem pihentek: elég csak az ESS projekt technológiai alapját képező „hosszúimpulzusú” eljárást kidolgozó Mezei Ferencet, és olyan kollégáit említeni, mint Kroó Norbert, Cser László és Rosta László.
1986 és 1992 között a Budapesti Kutatóreaktort (BKR) teljesen felújították és korszerűsítették. 2004-ben a létesítmény működési engedélyét további 10 évvel meghosszabbították. A berendezések fejlesztése folyamatosan zajlik; jelenleg 15 kísérleti állomás működik. A BKR a nemzetközi közösség számára nyitott létesítmény, a neutronkutató központok európai hálózatának elismert tagja. Általában évi 150 felhasználói üzemnappal működik. Évi 120-150 kísérletre (beleértve a PhD-programok keretében és szerződéses munkákban végrehajtottakat is) kerül sor; az éves jelentésekben általában idézett publikációk száma 90-100 évente. Az ipari és orvosi alkalmazások (például radioaktív izotópok és tudományos műszerek előállítása) jelentős bevételt eredményez. Elég csak azt említeni, hogy az ipari vállalatoknak a reaktor használatához szorosan kapcsolódó forgalma mintegy háromszor akkora, mint a reaktor éves üzemeltetési költsége.

### A helyszín - Debrecen
Az ESS számára Debrecen városa részéről biztosított helyszín 25%-kal nagyobb a szükségesnél és kifejezetten előnyös formával rendelkezik. Ez pedig lehetőséget teremt arra, hogy a befejezését követő évtizedek során a létesítményben esetlegesen megvalósítandó továbbfejlesztésekhez igen sokféle megoldás kínálkozzék: ezek között említhetjük egy további, második célállomás kiépítésének lehetőségét és/vagy a lineáris gyorsítók meghosszabbítását, de mindezt a rendelkezésre álló tér komolyabb korlátozása nélkül. Maga a helyszín 10-15 percnyi autóútra van a városközponttól, 2 km-nél is közelebb található a nemzetközi repülőtér, a legnehezebb osztályokba tartozó közúti szállítójárművek pedig autópályán közelíthetik meg a területet. Valamennyi közmű az ESS által elvárt szinten áll rendelkezésre. Semmilyen környezeti és környezetvédelmi tényező nem akadályozza, hogy egy ilyen magas műszaki színvonalú létesítmény megvalósulhasson a kijelölt helyszínen.
Debrecen dinamikusan fejlődő város. Debrecen a magyar tudományos élet egyik központja. A Debreceni Egyetem számos fakultása és kutatóintézete tud kapcsolódni, mint a képzés, mint a kutatás terén az ESS-hez. Debrecenben működik az MTA Atommagkutató Intézete (ATOMKI) is. Az intézet munkatársai jelentős nemzetközi tapasztalattal rendelkeznek a neutron kutatás terén.
Az ESS beruházás nem csak a tudományos életnek tud jelentős lökést adni, hanem gazdaságélénkítő hatása is jelentős. Az 1 milliárd eurós beruházás jelentős magyar építői és technológia beszállításra ad lehetőséget a Magyarországon működő magyar és multinacionális cégek számára. Az ESS működtetéséhez 600 főnyi magasan kvalifikált személyzetet, a városban megforduló év 5-6 ezer kutató számára szálláslehetőséget, kulturális és sport lehetőséget, családtagjaiknak nemzetközi szintű képzést kell biztosítani tudni.
A magyar kormány 2008 szeptemberében kormányhatározatban rögzített elkötelezettségét az ESS Magyarországon történő megvalósítása mellett, biztosítva a befogadó helyszín által szükséges költséghányadot. A beruházás megvalósítása a 2009-első félévben várható helyszínkiválasztás után 8 évet vesz igénybe. A beruházás költségeit a létesítmény szolgáltatásait igénybe vevő országok fedezik, és vállalják a 40 évre tervezett üzemeltetés és majdani leszerelés költségeit is. Az országok hozzájárulásuk arányában részesednek az ESS által biztosított un. neutron nyalábidőből.

## A döntés
Az ESS kapcsán nincs hivatalos döntéshozó fórum (bármilyen EU-s szerv vagy szervezet), illetve a helyszín nem pályázati úton kerül eldöntésre, hanem az érdekelt országok meggyőzése révén. Azon a helyszínen valósulhat meg a beruházás, amely helyszín kapcsán az ESS megvalósításában érdekelt országok részéről a tudományos és pénzügyi elkötelezettség a politikai döntéshozók szintjén biztosított lesz.
2009. május 28-án került megrendezésre egy kávé melletti nem hivatalos megbeszélés Brüsszelben, ahol egy ad hoc szavazást tartottak a különböző döntéshozó országok az ESS elhelyezéséről. Svédország összesen hét országtól kapott támogatást (Németországtól, Franciaországtól, Lengyelországtól, Dániától, Észtországtól, Lettországtól valamint Norvégiától (nem EU-tag)), Spanyolországot egyedül Portugália támogatta míg Magyarország nem kapott támogatást egy országtól sem, de 17 EU-s ország nem volt jelen a kávéházban, amelyek közül sok ország (Románia, Szlovákia, Csehország, Ausztria, Lengyelország, Németország és Franciaország) is a magyar helyszínt, Debrecent támogatta. Olaszország és Svájc nem szavazott, hanem a győztes támogatását ígérték, továbbá az Egyesült Királyság sem adott le szavazatot egy jelöltre sem. A szavazás csak informális volt, így a szerződések megkötése és a részletek kidolgozása csak később történik meg.
2009. június 3-án Spanyolország bejelentette, hogy támogatja az ESS svédországi elhelyezését (előtte a magyar helyszínnel egyezett meg ugyanebben), valamint magára vállalja egy tesztlaboratórium felállítását és különböző komponensek gyártását a kutatóközponthoz.
2011. február 3-án egy szerződéskötésre került sor Párizsban, ahol 15 európai ország, köztük Magyarország is támogatta az ESS svédországi elhelyezését, így a központ svédországi elhelyezése biztosított.
A létesítmény építése 2014 elején elkezdődött Lund-ben és a tervek szerint 2025-re lesz teljesen működőképes.  
2021 decemberében bejelentették, hogy az építkezés meg van késve és 2027-re lehet számítani az elkészülésére.

## Külső hivatkozások
- ESS Hungary
- ESS Bilbao
- ESS Lund
- Mezei Ferenc
- ATOMKI
- Debreceni egyetem  Archiválva 2017. szeptember 20-i dátummal a Wayback Machine-ben
- NyTeknik.se (svéd)
- Sydsvenskan.se (svéd)